# Pilar López de Ayala
Pilar López de Ayala (Madrid, 18 de setembro de 1978) é uma atriz espanhola.

## Carreira
Pilar fez sua estreia como atriz em 1995, no filme infantil espanhol El niño invisible, logo após o filme, interpretou Arancha na série de curta duração Yo, una mujer e participou de alguns episódios da série Menudo es mi padre.
Entre 1997 e 1999, estrelou a série adolescente Al salir de clase e no último ano do milênio esteve no filme Cuando vuelvas a mi lado e no curta El paraíso perdido, que foi nomeado aos Prémios Goya.
Em 2000, teve um ano movimentado onde fez uma ponta na série Hospital Central e no filme La gran vida, estrelado por Salma Hayek, tendo também participado do curta Aviso de Bomba e dos filmes Báilame el agua e Besos para todos.
No ano de 2001, é protagonista do filme Juana la Loca, que lhe rende cinco prêmios de melhor atriz.
Em 2004, interpretou a atriz e cantora peruana Micaela Villegas, mais conhecida como La Perricholi no filme de língua inglesa The Bridge of San Luis Rey.
No ano seguinte, esteve presente no drama Obaba, e em 2006, nos filmes Bienvenido a casa e Alatriste e nos curtas Mujer esperando al tranvía e Tren Estrasburgo: París.
Pilar participa em 2007 dos filmes En la ciudad de Sylvia e Las 13 rosas.
En 2008, Pilar participa de seu segundo filme de língua estrangeira, o francês Comme les autres e do espanhol Solo quiero caminar.
Dois anos depois, Pilar novamente atua em um filme de língua estrangeira, o português O Estranho Caso de Angélica, onde interpreta a personagem que dá nome ao filme, atua também no filme hispano-brasileiro Lope, que narra a vida do poeta espanhol Lope de Vega, onde ganha o prêmio de melhor atriz da União de Atores da Espanha.
No ano de 2011, Pilar, estrela ao lado de Javier Drolas, o filme argentino Medianeras, atua também no thriller de língua inglesa Intruders e interpreta várias personagens no filme de ficção científica Buenas noches, España, após estes filmes, Pilar passou três anos longe dos sets de filmagens, retornando para gravar o filme americano Night Has Settled.
Em 2016, grava a comédia Rumbos e no ano seguinte o filme de aventura italiano Agadah.

## Filmografia

### Filmes
| Ano  | Título original             | Título em português                             | Personagem                       |
| ---- | --------------------------- | ----------------------------------------------- | -------------------------------- |
| 2024 | En la alcoba del sultán     | —                                               | [ 7 ]                            |
| 2023 | El Molino                   | —                                               | Mayte                            |
| 2017 | Agadah                      | —                                               | Rebecca                          |
| 2016 | Rumbos                      | Caminhos                                        | Lucía                            |
| 2014 | Night Has Settled           | A Noite Acalmou                                 | Luna Nicholas                    |
| 2011 | Intruders                   | Intrusos                                        | Luisa                            |
| 2011 | Buenas noches, España       | —                                               | Varios                           |
| 2011 | Medianeras                  | Medianeras: Buenos Aires na Era do Amor Virtual | Mariana                          |
| 2010 | Lope                        | Lope                                            | Elena Osorio                     |
| 2010 | O Estranho Caso de Angélica | O Estranho Caso de Angélica                     | Angélica                         |
| 2008 | Sólo quiero caminar         | Só Quero Caminhar                               | Paloma Molina                    |
| 2008 | Comme les autres            | Baby Love                                       | Josefina María Paredes (Fina)    |
| 2007 | Las 13 rosas                | 13 Rosas                                        | Blanca Brisac                    |
| 2007 | En la ciudad de Sylvia      | Na cidade de Sylvia                             | Ella                             |
| 2006 | Alatriste                   | PRT: Capitão Alatriste BRA: Alatriste           | Mujer de Malatesta               |
| 2006 | Bienvenido a casa           | —                                               | Eva                              |
| 2006 | Mujer esperando al tranvía  | —                                               | -                                |
| 2006 | Tren Estrasburgo: París     | —                                               | -                                |
| 2005 | Obaba                       | Obaba                                           | Maestra                          |
| 2004 | The Bridge of San Luis Rey  | A Ponte de San Luis Rey                         | Micaela Villegas (La Perricholi) |
| 2001 | Juana la Loca               | Joana, a Louca                                  | Joana de Castela                 |
| 2000 | Besos para todos            | Beijos para todos                               | Rocío                            |
| 2000 | Báilame el agua             | —                                               | María                            |
| 2000 | La gran vida                | Por uma Boa Vida                                | -                                |
| 2000 | Aviso de bomba              | —                                               | Natalia                          |
| 1999 | El paraíso perdido          | —                                               | -                                |
| 1999 | Cuando vuelvas a mi lado    | —                                               | Lidia niña                       |
| 1995 | El niño invisible           | —                                               | Hermana                          |

### Séries
| Ano       | Título             | Personagem     | Nota          |
| --------- | ------------------ | -------------- | ------------- |
| 2000      | Hospital Central   | Mamen          | 1 episódio    |
| 1997—1999 | Al salir de clase  | Carlota Chacón | 386 episódios |
| 1996      | Menudo es mi padre | -              | 15 episódios  |

## Prêmios e indicações
Festival Internacional de Cinema de San Sebastián
| Ano  | Categoria                     | Filme         | Resultado |
| ---- | ----------------------------- | ------------- | --------- |
| 2001 | Concha de Prata: Melhor atriz | Juana la Loca | Venceu    |

Prémios Goya
| Ano  | Categoria                             | Filme            | Resultado |
| ---- | ------------------------------------- | ---------------- | --------- |
| 2000 | Melhor atriz revelação                | Besos para todos | Indicada  |
| 2001 | Melhor atuação feminina: protagonista | Juana la Loca    | Venceu    |
| 2005 | Melhor atuação feminina do elenco     | Obaba            | Indicada  |
| 2010 | Melhor atuação feminina do elenco     | Lope             | Indicada  |
| 2011 | Melhor atuação feminina do elenco     | Intruders        | Indicada  |

Prêmios da União de Atores Espanhóis
| Ano  | Categoria                                | Filme            | Resultado |
| ---- | ---------------------------------------- | ---------------- | --------- |
| 2010 | Melhor atriz de cinema                   | Lope             | Venceu    |
| 2005 | Melhor atriz coadjuvante de cinema       | Obaba            | Indicada  |
| 2001 | Melhor atuação de protagonista de cinema | Juana la Loca    | Venceu    |
| 2001 | Melhor atuação revelação                 | Juana la Loca    | Venceu    |
| 2000 | Melhor atuação revelação                 | Besos para todos | Indicada  |

Medalhas do Círculo de Escritores Cinematográficos
| Ano  | Categoria    | Filme         | Resultado |
| ---- | ------------ | ------------- | --------- |
| 2001 | Melhor atriz | Juana la Loca | Venceu    |